# أرمين دزيجارخانيان
أرمين دزيجارخانيان (بالأرمنية: Արմեն Բորիսի Ջիգարխանյան)‏ (و. 1935 – م) هو ممثل، وممثل صوتي، ومخرج مسرحي من أرمينيا. ولد في يريفان.

## روابط خارجية
- أرمين دزيجارخانيان على موقع IMDb (الإنجليزية)
- أرمين دزيجارخانيان على موقع ألو سيني (الفرنسية)
- أرمين دزيجارخانيان على موقع ألو سيني (الفرنسية)
- أرمين دزيجارخانيان على موقع ميوزك برينز (الإنجليزية)
- أرمين دزيجارخانيان على موقع أول موفي (الإنجليزية)
- أرمين دزيجارخانيان على موقع قاعدة بيانات الأفلام السويدية (السويدية)
- أرمين دزيجارخانيان على موقع ديسكوغز (الإنجليزية)
- أرمين دزيجارخانيان على موقع قاعدة بيانات الفيلم (الإنجليزية)
- أرمين دزيجارخانيان على موقع كينوبويسك (الروسية)